# 林司敏
林司敏（英語：Ciwi Lam，1991年8月23日—），香港女演員。前為寰宇娛樂旗下藝人。現為香港電台普通話台、第二台、第五台主持。                   
林司敏祖籍北京，三年級來港，曾就讀沙田慈航學校（2004年），於聖公會林裘謀中學讀至中五（2009年），沒有升讀預科。其後於香港浸會大學持續教育學院之普通話教師證書課程及普通話高級教師文憑課程畢業。
2008年正讀中五的林司敏，因拍攝《YES!》中的《城市驚喜》而被發掘，成為《YES!》御用model之一，其後被現時經理人賞識而簽約成為寰宇旗下藝人。
簽約成為寰宇旗下藝人後，立即接拍首部電影《愛出貓》及為卡通電影《多啦A夢大電影－大雄與綠之巨人傳》配音。至今雖然出道不久，但已參演多部電影。
於2012年，因維他蒸餾水廣告爆出，令其大受好評。2018年她與阮德鏘成婚。2018年6月11日，她在社交網站Instagram表示已懷有35週身孕。2018年7月16日，阮德鏘與林司敏的女兒阮婧恆出生。

## 演出作品

### 電影
- 2009年：《愛出貓》飾 馬淑如 Ciwi
- 2010年：《童眼》飾 Ciwi
- 2011年：《最強囍事》飾 秘書Social
- 2011年：《B+偵探》飾 童年凌可兒
- 2012年：《追兇》飾糖果小姐（客串）
- 2012年：《天生愛情狂》飾Ciwi（ChiLam四徒弟之一）

### 配音
- 2009年：《多啦A夢大電影－大雄與綠之巨人傳》聲演 莉蕾公主

### 廣告拍攝
- 2006年：Pilot Hi-Tech C Coleto 電視廣告
- 2010年：Clairol 草本精華 & Hello Kitty 戀愛遐想  網上廣告
- 2011年：大家樂 平面廣告
- 2012年：維他蒸餾水<去或留>電視廣告

### 電視節目
- 2011年：《智醒智勁四方城》

### MV拍攝
- 2011年：譚晴—二人期限
- 2012年：古巨基—告別我的戀人們

### 內地劇集
- 2010年：《巾幗大將軍》飾 珠兒公主

## 外部連結
- 林司敏的新浪微博
- Yahoo!Blog （页面存档备份，存于）
- 林司敏的Instagram帳戶
- 林司敏在香港影庫上的簡介